# كيكو أيزاوا
كيكو أيزاوا (باليابانية: 相沢恵子) مواليد 22 نوفمبر 1963، هي مؤدية أصوات يابانية.

## الأدوار

### مسلسلات أنمي تلفزيونية
- المحقق كونان
- لاست إكسايل
- ماريا ساما غا ميترو

### الدبلجة
- الملفات الغامضة
- إي آر
- ستارغيت إس جي 1
- تانجو
- الغد لا يموت
- هايد آند سيك
- إنقاذ السيد بانكس

## روابط خارجية
- كيكو أيزاوا على موقع IMDb (الإنجليزية)
- كيكو أيزاوا على موقع قاعدة بيانات الفيلم (الإنجليزية)
- كيكو أيزاوا على موقع ANN person (الإنجليزية)